# Derivarea unui raport
În calculul diferențial derivarea unui raport de funcții este formula folosită pentru a găsi derivata raportului a două funcții derivabile. Fie {\displaystyle h(x)={\frac {f(x)}{g(x)}}}, unde ambele  f și g sunt derivabile, iar {\displaystyle g(x)\neq 0.} Regula derivării unui raport afirmă că derivata lui h(x) este
{\displaystyle h'(x)={\frac {f'(x)g(x)-f(x)g'(x)}{(g(x))^{2}}}}
Regula poate fi demonstrată în mai multe feluri folosind alte reguli de derivare⁠(d).

## Exemple

### Exemplul 1: Exemplu tipic
Fie {\displaystyle h(x)={\frac {e^{x}}{x^{2}}}} și {\displaystyle f(x)=e^{x},g(x)=x^{2}.} Folosind regula derivării raportului se obține:
{\displaystyle {\begin{aligned}{\frac {d}{dx}}\left({\frac {e^{x}}{x^{2}}}\right)&={\frac {\left({\frac {d}{dx}}e^{x}\right)(x^{2})-(e^{x})\left({\frac {d}{dx}}x^{2}\right)}{(x^{2})^{2}}}\\&={\frac {(e^{x})(x^{2})-(e^{x})(2x)}{x^{4}}}\\&={\frac {x^{2}e^{x}-2xe^{x}}{x^{4}}}\\&={\frac {xe^{x}-2e^{x}}{x^{3}}}\\&={\frac {e^{x}(x-2)}{x^{3}}}.\end{aligned}}}

### Exemplul 2: Derivarea funcției tangentă trigonometrică
Regula derivării raportului poate fi folosită pentru calculul derivatei lui {\displaystyle \tan x={\frac {\sin x}{\cos x}}} astfel:
{\displaystyle {\begin{aligned}{\frac {d}{dx}}\tan x&={\frac {d}{dx}}\left({\frac {\sin x}{\cos x}}\right)\\&={\frac {\left({\frac {d}{dx}}\sin x\right)(\cos x)-(\sin x)\left({\frac {d}{dx}}\cos x\right)}{\cos ^{2}x}}\\&={\frac {(\cos x)(\cos x)-(\sin x)(-\sin x)}{\cos ^{2}x}}\\&={\frac {\cos ^{2}x+\sin ^{2}x}{\cos ^{2}x}}\\&={\frac {1}{\cos ^{2}x}}=\sec ^{2}x.\end{aligned}}}

## Derivarea inversei unei funcții
Regula Derivării inversei unei funcții este un caz particular al regulii derivării unui raport, în care numărătorul {\displaystyle f(x)=1.} Aplicarea regulii derivării raportului dă:
{\displaystyle h'(x)={\frac {d}{dx}}\left[{\frac {1}{g(x)}}\right]={\frac {0\cdot g(x)-1\cdot g'(x)}{g(x)^{2}}}=-{\frac {g'(x)}{g(x)^{2}}}}
Folosind regula derivării funcțiilor compuse se obține același rezultat.

## Demonstrații

### Prin limită ca definiție a derivatei
Fie {\displaystyle h(x)={\frac {f(x)}{g(x)}}.} Aplicarea definiției derivatei și proprietăților limitelor oferă următoarea demonstrație, cu termenul {\displaystyle f(x)g(x)} adăugat și scăzut pentru a permite împărțirea și factorizarea în pașii următori fără a afecta valoarea:
{\displaystyle {\begin{aligned}h'(x)&=\lim _{k\to 0}{\frac {h(x+k)-h(x)}{k}}\\&=\lim _{k\to 0}{\frac {{\frac {f(x+k)}{g(x+k)}}-{\frac {f(x)}{g(x)}}}{k}}\\&=\lim _{k\to 0}{\frac {f(x+k)g(x)-f(x)g(x+k)}{k\cdot g(x)g(x+k)}}\\&=\lim _{k\to 0}{\frac {f(x+k)g(x)-f(x)g(x+k)}{k}}\cdot \lim _{k\to 0}{\frac {1}{g(x)g(x+k)}}\\&=\lim _{k\to 0}\left[{\frac {f(x+k)g(x)-f(x)g(x)+f(x)g(x)-f(x)g(x+k)}{k}}\right]\cdot {\frac {1}{[g(x)]^{2}}}\\&=\left[\lim _{k\to 0}{\frac {f(x+k)g(x)-f(x)g(x)}{k}}-\lim _{k\to 0}{\frac {f(x)g(x+k)-f(x)g(x)}{k}}\right]\cdot {\frac {1}{[g(x)]^{2}}}\\&=\left[\lim _{k\to 0}{\frac {f(x+k)-f(x)}{k}}\cdot g(x)-f(x)\cdot \lim _{k\to 0}{\frac {g(x+k)-g(x)}{k}}\right]\cdot {\frac {1}{[g(x)]^{2}}}\\&={\frac {f'(x)g(x)-f(x)g'(x)}{[g(x)]^{2}}}.\end{aligned}}}
Evaluarea limitei {\displaystyle \lim _{k\to 0}{\frac {1}{g(x+k)g(x)}}={\frac {1}{[g(x)]^{2}}}} este justificată de derivabilitatea lui {\displaystyle g(x),} implicând continuitatea, care poate fi exprimată ca: {\displaystyle \lim _{k\to 0}g(x+k)=g(x)}

### Prin derivarea implicită
Fie {\displaystyle h(x)={\frac {f(x)}{g(x)}},} astfel încât {\displaystyle f(x)=g(x)h(x).}
Regula derivării produsului este {\displaystyle f'(x)=g'(x)h(x)+g(x)h'(x).}
Calculând {\displaystyle h'(x)} și substituind înapoi în {\displaystyle h(x)} se obține:
{\displaystyle {\begin{aligned}h'(x)&={\frac {f'(x)-g'(x)h(x)}{g(x)}}\\&={\frac {f'(x)-g'(x)\cdot {\frac {f(x)}{g(x)}}}{g(x)}}\\&={\frac {f'(x)g(x)-f(x)g'(x)}{[g(x)]^{2}}}.\end{aligned}}}

### Prin derivarea inversei sau a funcțiilor compuse
Fie {\displaystyle h(x)={\frac {f(x)}{g(x)}}=f(x)\cdot {\frac {1}{g(x)}}.}
Atunci regula derivării produsului este {\displaystyle h'(x)=f'(x)\cdot {\frac {1}{g(x)}}+f(x)\cdot {\frac {d}{dx}}\left[{\frac {1}{g(x)}}\right].}
Pentru a calcula derivata din al doilea termen, se aplică regula derivării inversei unei funcții împreună cu regula derivării funcțiilor compuse:
{\displaystyle {\frac {d}{dx}}\left[{\frac {1}{g(x)}}\right]=-{\frac {1}{g(x)^{2}}}\cdot g'(x)={\frac {-g'(x)}{g(x)^{2}}}.}
Substituind rezultatul în expresia lui {\displaystyle h'(x)} se obține:
{\displaystyle {\begin{aligned}h'(x)&=f'(x)\cdot {\frac {1}{g(x)}}+f(x)\cdot \left[{\frac {-g'(x)}{g(x)^{2}}}\right]\\&={\frac {f'(x)}{g(x)}}-{\frac {f(x)g'(x)}{g(x)^{2}}}\\&={\frac {g(x)}{g(x)}}\cdot {\frac {f'(x)}{g(x)}}-{\frac {f(x)g'(x)}{g(x)^{2}}}\\&={\frac {f'(x)g(x)-f(x)g'(x)}{g(x)^{2}}}.\end{aligned}}}

### Prin derivata logaritmică
Fie {\displaystyle h(x)={\frac {f(x)}{g(x)}}.}
Luând valoarea absolută și logaritmul natural al ambilor membri se obține
{\displaystyle \ln |h(x)|=\ln \left|{\frac {f(x)}{g(x)}}\right|}
Se aplică proprietățile valorii absolute și ale logaritmilor,
{\displaystyle \ln |h(x)|=\ln |f(x)|-\ln |g(x)|}
Se efectuează derivata logaritmică⁠(d) a ambilor membri,
{\displaystyle {\frac {h'(x)}{h(x)}}={\frac {f'(x)}{f(x)}}-{\frac {g'(x)}{g(x)}}}
Se calculează {\displaystyle h'(x)} și se substituie înapoi în {\displaystyle {\tfrac {f(x)}{g(x)}}.} Pentru {\displaystyle h(x)} se obține:
{\displaystyle {\begin{aligned}h'(x)&=h(x)\left[{\frac {f'(x)}{f(x)}}-{\frac {g'(x)}{g(x)}}\right]\\&={\frac {f(x)}{g(x)}}\left[{\frac {f'(x)}{f(x)}}-{\frac {g'(x)}{g(x)}}\right]\\&={\frac {f'(x)}{g(x)}}-{\frac {f(x)g'(x)}{g(x)^{2}}}\\&={\frac {f'(x)g(x)-f(x)g'(x)}{g(x)^{2}}}.\end{aligned}}}
La derivata logaritmică este necesară luarea valorii absolute a funcțiilor care pot avea valori negative, deoarece logaritmii sunt doar funcții reale pentru argumente pozitive. Acest lucru funcționează pentru că {\displaystyle {\tfrac {d}{dx}}(\ln |u|)={\tfrac {u'}{u}},} ceea ce justifică luarea valorii absolute a funcțiilor pentru derivata logaritmică.

## Derivate de ordin superior
Derivarea implicită poate fi utilizată pentru a calcula derivata de ordinul al n-lea a unui raport (parțial în funcție de primele sale n −1 derivate). De exemplu, derivând {\displaystyle f=gh} de două ori (rezultând {\displaystyle f''=g''h+2g'h'+gh''}) și apoi calculând {\displaystyle h''} rezultă:
{\displaystyle h''=\left({\frac {f}{g}}\right)''={\frac {f''-g''h-2g'h'}{g}}.}